# Seven Seas Lagoon
Le Seven Seas Lagoon est un lac artificiel réalisé par la Walt Disney Company devant le Magic Kingdom de Walt Disney World Resort en Floride.
Le lac est en réalité un lagon, malgré sa superficie de plus de 70 ha, relié au Bay Lake par un étroit canal constitué d'un pont fluvial au-dessus d'une route ceinturant le lagon.

## Historique
Le lagon a été creusé à l'emplacement de marais dès 1966, en prévision de l'ouverture du Magic Kingdom en octobre 1971. La terre ainsi récupérée aida à consolider la fondation du parc. Sous plusieurs mètres de tourbe une couche de sable pur fut découvert durant les travaux et extraite. Elle a été utilisée pour construire des plages artificielles pour les hôtels disposés autour du lagon.
En 1971, en dehors du parc à thème, un centre de transport a été construit c'est le Transportation and Ticket Center. Il permet de relier le parking, situé au sud du lac, au parc, situé au nord. Des ferrys partent d'un ponton vers le parc, d'autres furent plus tard ajoutés pour rejoindre le camping de Disney's Fort Wilderness Resort et le Disney's Wilderness Lodge Resort situés sur les rives de Bay Lake. Des monorails relient aussi le parc Magic Kingdom (sur deux voies) et le parc Epcot depuis 1982. Des bus desservent depuis cette gare routière l'ensemble du complexe de Walt Disney World Resort.
Toujours en 1971, deux hôtels ont été construits sur le pourtour du lac. Le premier Disney's Polynesian Resort jouxte le centre de transports et évoque les îles du Pacifique. Le second Disney's Contemporary Resort est construit sur une péninsule entre le lagon et Bay Lake. Il évoque le futur dans un style internationale zest jouxte le parc du Magic Kingdom.
En 1988 un nouvel hôtel le Disney's Grand Floridian Resort fut construit sur une péninsule à l'ouest du lagon. À l'origine, cet emplacement devait accueillir un hôtel sur le thème des pagodes asiatiques.
Les trois hôtels sont reliés par les monorails. Le Disney's Contemporary Resort dont la forme en « A » ouvre un immense hall en son cœur est même traversé par les deux voies.
Entre le centre de transport et le Disney's Contemporary Resort, un espace en friche devait accueillir depuis l'origine un hôtel vénitien ou grec, mais méditerranéen. Ce projet ressemble de plus en plus à l'arlésienne.
Le lagon possédait en 1971 trois îles préservées quasiment intactes. Une quatrième île fut ajoutée en 1995 à proximité du Disney's Grand Floridian Resort afin d'accueillir le Disney's Fairy Tale Wedding Pavilion, un pavillon destiné aux mariages.
L'une des îles accueille toujours la machine à vagues prévue à l'origine et jamais utilisée.

## Utilisation
En dehors de son activité de transport avec les ferry reliant différents points situés le long de ses rives de Bay Lake, le Seven Seas Lagoon sert de base à plusieurs activités.

### Activités autour et sur le lagon
La baignade est interdite, mais cinq plages de sable fin permettent de s'amuser ou de bronzer. 
Le Disney's Polynesian Resort propose ainsi deux plages et une troisième qu'il partage avec le Disney's Grand Floridian Resort. Il existe deux autres plages côté Magic Kingdom.[réf. nécessaire]
Les deux hôtels possèdent une marina dans lesquelles la location de bateaux est possible.
Le Disney's Grand Floridian Resort propose une excursion à la recherche de "trésor" pour les enfants de 4 à 10 ans baptisée Disney's Pirate Adventure.
Le lac accueille le soir venu une parade nautique, l'Electrical Water Pageant.

### Activités diverses
Une série télévisée utilisa les décors de Walt Disney World Resort, principalement le Disney's Grand Floridian Beach Resort et les îles du Seven Seas Lagoon. Elle s'intitule Thunder (Thunder in Paradise en anglais ou Caraïbes offshore au Québec). Le héros principal était Hulk Hogan accompagné de Chris Lemmon (en), Carol Alt et de Patrick Macnee (plus célèbre pour Chapeau melon et bottes de cuir).
En 2005 une épreuve du concours national américain de pêche se déroula dans ce lagon. Une astuce fut fournie durant la compétition car aucun poisson n'avait encore été pêché, une dénivellation artificielle abrupte fait passer la profondeur lorsqu'elle atteint 1,50 m à 4,5 m.

## Incident
Le 14 juin 2016, vers 21 h EDT, Lane Graves, un enfant de 2 ans originaire du Nebraska est happé par un alligator alors qu'il jouait sur la rive du lac, tout près de l'hôtel Disney's Grand Floridian Resort,. Le corps sans vie mais intact de l'enfant est retrouvé le lendemain.